# Vuelta a Chiriquí 2014
La Vuelta Internacional a Chiriquí 2014 est la trente-quatrième édition de la Vuelta a Chiriquí. Elle se dispute du 21 novembre au 30 novembre 2014, au Panama.
Róbigzon Oyola en est le vainqueur.

## Présentation
La compétition se déroule sous les règles édictés par l'Union Cycliste Internationale, et est dirigé par le Colombien César Sánchez Alzate, commissaire international de l'UCI.

### Parcours
Annoncée pour 1 069,8 kilomètres, l'épreuve comprend dix étapes, réparties comme suit : deux contre-la-montre (un par équipes et un en individuel), deux en circuit et six en ligne dont trois montagneuses. Comme nouveautés au parcours de cette édition, il est à souligner le secteur de Potrerillos, dans le district de Dolega, le deuxième jour et le retour d'un circuit dans la municipalité de La Concepción (district de Bugaba), lors de la troisième journée.

### Équipes participantes
Douze formations, six nationales et six étrangères, étaient attendues pour disputer le contre-la-montre par équipes inaugural. Un temps pressentie, l'équipe costaricienne "Coopenae-Movistar-Economy" est finalement absente, tout comme la formation "Rali - Claro Junior". Elles sont remplacées par une équipe mixte, sponsorisée par "Bikestore - Pantanis Café - Taf Logistic".
| Dossards | Équipe                                    | Principaux engagés                                                                                |
| -------- | ----------------------------------------- | ------------------------------------------------------------------------------------------------- |
| 1-6      | EPM - Une                                 | Óscar Sevilla, Rafael Infantino, Stiber Ortiz, Jaime Castañeda, Róbigzon Oyola, Juan Pablo Rendón |
| 7-12     | Rali - Claro - Samsung Galaxy "1"         | Ramón Carretero, Maicol Rodríguez, Roberto González, Fernando Ureña, Álvaro Montoya               |
| 13-18    | Fuerzas armadas de Ecuador                | Fabio Avendaño                                                                                    |
| 19-24    | Willier - Panama Cycling - Hyundai        | Yelko Gómez, Jorge Castelblanco, Mohamed Méndez, Alcides Miranda, Jhon Brassfield                 |
| 25-30    | Team Priza                                | Argenis Vanegas, Jorge Marcenario                                                                 |
| 31-36    | Ochoa Finauto - La Campagna - Ciclon Bike | Wendy Cruz, Nelson Torres                                                                         |
| 37-42    | BCR - Pizza Hut - Powerade - Grupo Orosi  | Federico Ramírez (de), Carlos Brenes, Isaac Morera                                                |
| 43-48    | Rali - Claro - Samsung Galaxy "2"         | Eibar Villarreal, José De León                                                                    |
| 49-54    | Coldeportes - Claro                       | Freddy Piamonte, Juan Pablo Forero, Luis Alfredo Martínez, Javier Gómez                           |
| 61-66    | Bikestore - Pantanis Café - Taf Logistic  | Steven Calderón                                                                                   |
| 67-72    | Rali - Claro - Samsung Galaxy "3"         | Francisco González                                                                                |

### Principaux engagés
Cinq anciens vainqueurs sont au départ. Óscar Sevilla, titré en 2012 et Stiber Ortiz, sacré en 2008, membres de la formation EPM - Une, sont présents pour rééditer leur succès. Tout comme un autre Colombien Freddy Piamonte, vainqueur en 2010, alors que le Panaméen Ramón Carretero, victorieux en 2011, dispute la compétition dans l'optique de préparer la saison 2015. Un moment pressenti, le Costaricien Henry Raabe, tenant du titre, est finalement absent. Ayant remporté l'épreuve en 1995 et en 2005, son compatriote Federico Ramírez (es) dispute son ultime Vuelta a Chiriquí avant de mettre un terme à sa carrière cycliste au Tour du Costa Rica, le mois suivant.

## Les étapes
| Étape     | Date        | Villes étapes                                                    |                             | Distance (km) | Vainqueur d’étape | Leader du classement général |
| --------- | ----------- | ---------------------------------------------------------------- | --------------------------- | ------------- | ----------------- | ---------------------------- |
| 1re étape | 21 novembre | David - Boquerón - David                                         |                             | 31,1          | EPM - Une         | Róbigzon Oyola               |
| 2e étape  | 22 novembre | David - Potrerillos - Santa Marta - David                        |                             | 142,0         | Jaime Castañeda   | Jaime Castañeda              |
| 3e étape  | 23 novembre | Circuit dans La Concepción                                       |                             | 80,0          | Carlos Brenes     | Jaime Castañeda              |
| 4e étape  | 24 novembre | David - La Concepción - Boquete - David                          |                             | 127,0         | Yelko Gómez       | Róbigzon Oyola               |
| 5e étape  | 25 novembre | David - Cerro Punta - David                                      |                             | 143,2         | Óscar Sevilla     | Óscar Sevilla                |
| 6e étape  | 26 novembre | David - La Esperanza - David                                     |                             | 138,0         | Jaime Castañeda   | Róbigzon Oyola               |
| 7e étape  | 27 novembre | David - La Concepción - Los Planes (district de Gualaca) - David |                             | 154,0         | Stiber Ortiz      | Róbigzon Oyola               |
| 8e étape  | 28 novembre | David - Progreso - David                                         |                             | 132,0         | Juan Pablo Forero | Róbigzon Oyola               |
| 9e étape  | 29 novembre | David - David                                                    | Contre-la-montre individuel | 30,0          | Róbigzon Oyola    | Róbigzon Oyola               |
| 10e étape | 30 novembre | Circuit dans David                                               |                             | 84,0          | Juan Pablo Forero | Róbigzon Oyola               |

## Récit de la course

### 21 novembre:1reétape
Les "EPM - Une" remportent le contre-la-montre inaugural et Róbigzon Oyola se vêt du maillot de leader.
L'exercice chronométrique se dispute par équipes sur une distance de 31,1 km. À 9h00 locales, la formation "Rali - Claro Junior" devait être la première à s'élancer. Puis de trois minutes en trois minutes, les autres équipes se lancent jusqu'aux Colombiens d'EPM - Une, derniers à partir. Les coureurs partent devant le centre commercial "Mall Chiriqui" de David, rejoignent Boquerón et reviennent à leur point de départ. La formation "Hyundai - Willier - Panama Cycling" est la première à réaliser le parcours en moins de trente-huit minutes (37 min 43 s). Puis l'équipe "Rali - Claro - Samsung Galaxy "1"" place le meilleur temps à 37 min 12 s. Insuffisant pour contrecarrer les "EPM - Une" qui effectuent l'exercice en 36 min 31 s. Le premier d'entre-eux à franchir la ligne, Róbigzon Oyola, s'empare du même coup du premier maillot de leader.

### 22 novembre:2eétape
Jaime Castañeda est le nouveau leader après sa victoire au sprint.
La deuxième étape est longue de 142,0 km. Les concurrents prennent le départ du "Parc des mères" (Parque de Las Madres) à David pour rejoindre Potrerillos, Santa Marta et revenir à David.
Durant le parcours, de nombreuses attaques ont lieu. Ainsi Mohamed Méndez se détache et passe en tête le grand prix de la montagne. Puis trois étapes volantes secouent le peloton. Juan Pablo Forero gagne la première, la deuxième est pour le Colombien Javier Gómez et le Panaméen Fernando Ureña s'adjuge la troisième. Ce qui n'empêche pas une arrivée massive, où Jaime Castañeda dispose de son compatriote Juan Pablo Forero et de son coéquipier et précédent leader Róbigzon Oyola. après 3 h 14 min 24 s d'effort. Grâce aux secondes de bonifications distribuées, Castañeda dépossède Oyola, deuxième dorénavant à deux secondes, puis suit Óscar Sevilla à huit. Le premier panaméen Ureña est septième à 48 s. Les classements annexes voient la domination de Méndez, pour les grimpeurs et de Gómez, pour les étapes volantes.

### 23 novembre:3eétape
Carlos Brenes remporte le sprint massif.
La troisième étape est un circuit, développant 80 km dans La Concepción dans le district de Bugaba. Pour des raisons de sécurité, le tracé initial, qui devait passer par les principales artères de la ville, a été modifié et se déroule sur la Vía Interamericana.
L'étape démarre sur un rythme effréné et rapidement des escarmouches ont lieu où l'on retrouve plusieurs fois des coureurs comme Nelson Torres, Jhon Brassfield ou Eybar Villarreal. Trois étapes volantes sont placées aux troisième, sixième et neuvième tour qui permettent à Juan Pablo Forero de déposséder son coéquipier Javier Gómez de la tête de ce classement annexe. Malgré une échappée solitaire du local Maicol Rodríguez dans le dernier tour, vite réprimée, le peloton termine groupé en 2 h 2 min 17 s. Le Tico Brenes conclut la journée devant le leader Jaime Castañeda et le Panaméen Yelko Gómez. Au général, Castañeda devance ses cinq coéquipiers, avec maintenant huit secondes d'avance sur Oyola. Castañeda est également en haut du classement par points.

### 24 novembre:4eétape
Yelko Gómez s'impose à ses huit compagnons de fugue et Oyola récupère le maillot jaune.
La quatrième étape part et arrive au "Parc des mères" (Parque de Las Madres) dans la localité de David, après 127 km d'un parcours montagneux, passant par La Concepción et Boquete. Deux étapes volantes et deux cols de deuxième catégorie sont au programme,.
Dès le baisser de drapeau, le Chiricano Alcides Miranda entreprend une échappée. Ce qui lui permet de passer les deux étapes volantes en tête. À la seconde, il détient 3 min 15 s d'avance sur le peloton et devient leader virtuel de la compétition. Puis l'étape entre dans sa partie accidentée, en s'acheminant vers le district de Boquete. Miranda est rejoint et ce sont neuf hommes qui se projettent à l'avant. Mohamed Méndez, présent dans l'échappée, passe en tête le second col de la journée et garde son maillot de meilleur grimpeur. Tandis que Jaime Castañeda, absent, se fait déposséder de celui de leader par son coéquipier Róbigzon Oyola. Dans les derniers kilomètres, tout se décide entre les neuf fugueurs. En 2 h 56 min 32 s, Yelko Gómez remporte l'étape devant Oyola et Óscar Sevilla. Gómez se place premier coureur panaméen au classement général. Oyola récupère son bien, deux jours après l'avoir laissé à son compagnon d'écurie. Il cumule un temps de 8 h 49 min 30 s, après quatre journées. Quelques changements interviennent au sommet des classements annexes. La formation panaméenne "Willier - Panama Cycling - Hyundai", plaçant trois hommes dans l'échappée, monte à la première place de la hiérarchie par équipes. Oyola subtilise également le classement par points à Castañeda et Steven Calderón, seul coureur Espoir dans la fugue, s'empare de la tête du classement des moins de 23 ans.

### 25 novembre:5eétape
Óscar Sevilla décroche l'étape du jour en 3 h 38 min 13 s et endosse le maillot de leader.
La cinquième étape est également montagneuse avec trois cols répertoriés dont un de première catégorie. Une étape volante est également au menu des 143,2 km qui attendent les coureurs. Ils s'élancent des installations de "Arrendadora Economica", à David, pour prendre la direction de La Concepción, de Volcán, puis de Cerro Punta et de revenir à leur point de départ.
Juan Pablo Forero se classe premier à l'unique étape volante de la journée (km 13,8) et consolide sa place dans ce classement annexe. Puis les coureurs affrontent dans le secteur de La Concepción, la partie montagneuse du parcours. Nelson Torres passe en tête les deux premiers cols de la journée. Les difficultés s'accentuent et le col de première catégorie (km 66,2) opère une sélection. Jaime Castañeda passe en premier au sommet. Un groupe se détache dans la descente. Mais le peloton principal effectue la jonction aux environs de Bugaba et l'arrivée groupée est inévitable. Un virage à droite attend les coureurs à quelques hectomètres du but, Sevilla le passe en tête, ce qui lui permet de franchir la ligne d'arrivée avec plusieurs longueurs d'avance. Aux classements, Róbigzon Oyola est dépossédé des maillots du classement général pour deux secondes et du classement par points pour une unité par ses coéquipiers Sevilla et Castañeda.

### 26 novembre:6eétape
Jaime Castañeda gagne au sprint. Oyola dépossède Sevilla de la tête du classement.
La sixième étape développe 138 km et comprend trois étapes volantes. Les concurrents partent de David pour la ville frontalière de Paso Canoas (es), passe à La Esperanza pour revenir à la capitale provinciale.
Les coureurs s'élancent de la Vía Interamericana et dès le début, de nombreuses escarmouches ont lieu. Ainsi après la première étape volante, dans le secteur de  Gariché, dix-sept hommes s'enfuient dont entre autres Ramón Carretero, Jaime Castañeda, Róbigzon Oyola, Jorge Castelblanco ou Argenis Vanegas. Le peloton semble s'en désintéresser et l'écart grimpe à plus de huit minutes au passage de Paso Canoas. À la troisième étape volante, quinze minutes séparent Oyola et ses compagnons de fugue du groupe principal. La victoire d'étape se joue entre eux et Castañeda devance Oyola et le Nicaraguayen Vanegas. Róbigzon Oyola récupère le maillot jaune et s'en vêt pour la troisième fois depuis le début de la compétition. Il devance Jorge Castelblanco de 1 min 27 s. Ce dernier profite des 19 min 23 s engrangées par la fugue pour devenir le meilleur panaméen de la compétition, tout comme Argenis Vanegas, désormais neuvième au classement général et meilleur Espoir. La formation "Coldeportes - Claro", ayant placé trois hommes dans l'échappée, prend la tête du classement par équipes. Tandis que son coureur Luis Alfredo Martínez complète le podium provisoire, troisième à 2 min 48 s d'Oyola.

### 27 novembre:7eétape
Les "EPM - Une" réussissent un triplé au terme de la journée.
154 km sont à parcourir lors de la septième étape, dernier jour de montagne. Trois étapes volantes et deux cols de deuxième catégorie sont au programme. Les concurrents passent par La Concepción, la localité de Los Planes (district de Gualaca) avant l'arrivée au "Parc des mères" (Parque de Las Madres) d'où ils sont partis.
Rapidement deux hommes José De León et Wendy Cruz s'enfuient. Puis deux coureurs s'intercalent entre eux et le peloton mais sans jamais faire la jonction. Dans le secteur de Gualaca, lorsque la route s'élève, De León distance Cruz et les deux hommes intercalés sont absorbés par le peloton. De León passe en tête les deux cols au menu. Le peloton se fractionne et les meilleurs grimpeurs se détachent. De León entame la descente du retour vers David en solitaire mais il est rattrapé, puis bientôt lâché par douze hommes. Leur rythme est tel que ces derniers ne sont plus rejoints et se disputent la victoire d'étape où Stiber Ortiz dispose de ses coéquipiers Óscar Sevilla et Róbigzon Oyola. Celui-ci se maintient comme leader de la compétition. En passant troisième aux deux sommets du jour, Mohamed Méndez en profite pour assurer sa place au classement du meilleur grimpeur et devenir le premier vainqueur panaméen de ce trophée. Tandis qu'Oyola subtilise le maillot du classement par points à Jaime Castañeda.

### 28 novembre:8eétape
Juan Pablo Forero s'impose.
La huitième étape a une longueur de 132 km et l'arrivée, comme le départ, se situe à David. Les coureurs prennent la direction de La Concepción, puis vont jusqu'à la frontière avec le Costa Rica. De là, ils passent par Progreso pour rentrer vers la capitale provinciale. L'itinéraire est agrémenté de trois étapes volantes.
La ligne de départ et d'arrivée a été modifiée pour des travaux sur la Vía Interamericana. Les premiers hectomètres sont neutralisés jusqu'au "Mall Chiriqui". Dans le but de se disputer les étapes volantes du jour, Alcides Miranda, Nelson Torres et Forero se retrouvent impliqués dans une fugue de sept hommes. Torres s'en adjuge deux et Forero une, tandis que l'échappée continue sa progression. Ainsi elle a plus de trois minutes d'avance sur le peloton au passage par Progreso. Sans réelle volonté de poursuite du groupe principal, les fugueurs peuvent se disputer la victoire. Au sprint, Forero dispose de Steven Calderón et de Torres, 4 min 47 s devant Róbigzon Oyola et le peloton. Même si aucun changement n'est à constater dans les différents classements, Juan Pablo Forero, en glanant onze points au cours de la journée, s'est rapproché du trophée des étapes volantes.

### 29 novembre:9eétape
Róbigzon Oyola gagne l'étape et consolide son maillot de leader.
La neuvième étape est un contre-la-montre individuel d'une distance de 30 km avec départ et arrivée sur la Vía Interamericana, devant le centre commercial "Mall Chiriqui".
Le Nicaraguayen Jorge Marcenario est le premier à partir, puis de minute en minute tous les coureurs s'élancent, à l'exception des onze premiers au classement général qui, eux, partent de deux minutes en deux minutes. Marcenario effectue le parcours en 45 min 44 s. Débutant vingt minutes plus tard, Juan Pablo Forero prend la tête du classement provisoire avec 42 min 2 s. Ensuite le meilleur temps est confisqué par les hommes de l'équipe "EPM - Une", c'est d'abord Juan Pablo Rendón qui le détient en 41 min 11 s. Il est battu par Rafael Infantino (40 min 5 s) puis par Óscar Sevilla (39 min 16 s), ces derniers entourent leur coéquipier Róbigzon Oyola sur le podium, pour un nouveau triplé de la formation colombienne. En réalisant le parcours en 39 min 7 s, il repousse son dauphin Jorge Castelblanco à 3 min 47 s, au classement général,,.

### 30 novembre:10eet dernière étape
En 25 h 1 min 3 s, Róbigzon Oyola succède à Henry Raabe.
Le dernier jour de la 34e édition de la Vuelta a Chiriquí se dispute en circuit sur une distance de 84 km, avec départ et arrivée au "Parc des mères" (Parque de Las Madres) à David. Le circuit développe douze kilomètres et est à effectuer sept fois, trois étapes volantes sont placés au trois, six et neuvième tours.
Après un premier tour neutralisé (de reconnaissance), les coureurs sont lâchés dans les rues de David. Au troisième tour, Forero remporte l'étape volante et se met définitivement hors de portée de la concurrence dans ce classement annexe. Les tentatives de fugue sont nombreuses mais infructueuses. Nelson Torres remporte la deuxième étape volante et se classe deuxième dans ce classement spécifique, tandis que la troisième est pour Jhon Brassfield. Dans la dernière révolution, l'Équatorien Fabio Avendaño s'extirpe du peloton mais en pure perte. C'est un sprint massif qui clôt l'épreuve, où Juan Pablo Forero dispose de Jaime Castañeda et de Wendy Cruz. La deuxième place de Castañeda lui est toutefois suffisante pour coiffer Oyola au classement par points. Grâce au travail de son équipe et à un contre-la-montre de bonne facture, Jorge Castelblanco récolte les fruits de la fugue de la sixième étape, en terminant vice-champion de la compétition et premier panaméen. Argenis Vanegas, lui aussi de l'échappée de la sixième étape, finit neuvième et meilleur Espoir de l'épreuve. C'est la première fois qu'un Nicaraguayen gagne ce classement.

## Classement général final
48 coureurs terminent l'épreuve.
| Classement général final | Classement général final | Classement général final | Classement général final                 | Classement général final |
|                          | Coureur                  | Pays                     | Équipe                                   | Temps                    |
| ------------------------ | ------------------------ | ------------------------ | ---------------------------------------- | ------------------------ |
| 1er                      | Róbigzon Oyola           | Colombie                 | EPM - Une                                | en 25 h 1 min 3 s        |
| 2e                       | Jorge Castelblanco       | Panama                   | Willier - Panama Cycling - Hyundai       | + 3 min 47 s             |
| 3e                       | Luis Alfredo Martínez    | Colombie                 | Coldeportes - Claro                      | + 4 min 33 s             |
| 4e                       | Freddy Piamonte          | Colombie                 | Coldeportes - Claro                      | + 5 min 26 s             |
| 5e                       | Ramón Carretero          | Panama                   | Rali - Claro - Samsung Galaxy "1"        | + 7 min 50 s             |
| 6e                       | Jaime Castañeda          | Colombie                 | EPM - Une                                | + 8 min 46 s             |
| 7e                       | Álvaro Montoya           | Colombie                 | Rali - Claro - Samsung Galaxy "1"        | + 8 min 52 s             |
| 8e                       | Jhon Brassfield          | Panama                   | Willier - Panama Cycling - Hyundai       | + 11 min 27 s            |
| 9e                       | Argenis Vanegas          | Nicaragua                | Team Priza                               | + 11 min 38 s            |
| 10e                      | Isaac Morera             | Costa Rica               | BCR - Pizza Hut - Powerade - Grupo Orosi | + 14 min 56 s            |
| modifier                 |                          |                          |                                          |                          |

### Classements annexes
| Classement par équipes | Classement par équipes             | Classement par équipes | Classement par équipes |
|                        | Équipe                             | Pays                   | Temps                  |
| ---------------------- | ---------------------------------- | ---------------------- | ---------------------- |
| 1re                    | Coldeportes - Claro                | Colombie               | en 102 h 0 min 31 s    |
| 2e                     | Willier - Panama Cycling - Hyundai | Panama                 | + 13 min 24 s          |
| 3e                     | EPM - Une                          | Colombie               | + 15 min 3 s           |
| modifier               |                                    |                        |                        |

| Classement de la montagne | Classement de la montagne | Classement de la montagne | Classement de la montagne          | Classement de la montagne |
| ------------------------- | ------------------------- | ------------------------- | ---------------------------------- | ------------------------- |
|                           | Coureur                   | Pays                      | Équipe                             | Point(s)                  |
| 1er                       | Mohamed Méndez            | Panama                    | Willier - Panama Cycling - Hyundai | 47 points                 |
| 2e                        | Freddy Piamonte           | Colombie                  | Coldeportes - Claro                | 34 pts                    |
| 3e                        | Jaime Castañeda           | Colombie                  | EPM - Une                          | 27 pts                    |
| modifier                  |                           |                           |                                    |                           |

| Classement du meilleur jeune | Classement du meilleur jeune | Classement du meilleur jeune | Classement du meilleur jeune             | Classement du meilleur jeune |
|                              | Coureur                      | Pays                         | Équipe                                   | Temps                        |
| ---------------------------- | ---------------------------- | ---------------------------- | ---------------------------------------- | ---------------------------- |
| 1er                          | Argenis Vanegas              | Nicaragua                    | Team Priza                               | en 25 h 12 min 41 s          |
| 2e                           | Isaac Morera                 | Costa Rica                   | BCR - Pizza Hut - Powerade - Grupo Orosi | + 3 min 18 s                 |
| 3e                           | Francisco González           | Panama                       | Rali - Claro - Samsung Galaxy "3"        | + 5 min 31 s                 |
| modifier                     |                              |                              |                                          |                              |

| Classement par points | Classement par points | Classement par points | Classement par points | Classement par points |
| --------------------- | --------------------- | --------------------- | --------------------- | --------------------- |
|                       | Coureur               | Pays                  | Équipe                | Point(s)              |
| 1er                   | Jaime Castañeda       | Colombie              | EPM - Une             | 69 points             |
| 2e                    | Róbigzon Oyola        | Colombie              | EPM - Une             | 60 pts                |
| 3e                    | Juan Pablo Forero     | Colombie              | Coldeportes - Claro   | 43 pts                |
| modifier              |                       |                       |                       |                       |

| Classement des étapes volantes | Classement des étapes volantes | Classement des étapes volantes | Classement des étapes volantes            | Classement des étapes volantes |
| ------------------------------ | ------------------------------ | ------------------------------ | ----------------------------------------- | ------------------------------ |
|                                | Coureur                        | Pays                           | Équipe                                    | Point(s)                       |
| 1er                            | Juan Pablo Forero              | Colombie                       | Coldeportes - Claro                       | 41 points                      |
| 2e                             | Nelson Torres                  | Colombie                       | Ochoa Finauto - La Campagna - Ciclon Bike | 30 pts                         |
| 3e                             | Alcides Miranda                | Panama                         | Willier - Panama Cycling - Hyundai        | 27 pts                         |
| modifier                       |                                |                                |                                           |                                |

| Classement Classement du meilleur Panaméen | Classement Classement du meilleur Panaméen | Classement Classement du meilleur Panaméen | Classement Classement du meilleur Panaméen | Classement Classement du meilleur Panaméen |
|                                            | Coureur                                    | Pays                                       | Équipe                                     | Temps                                      |
| ------------------------------------------ | ------------------------------------------ | ------------------------------------------ | ------------------------------------------ | ------------------------------------------ |
| 1er                                        | Jorge Castelblanco                         | Panama                                     | Willier - Panama Cycling - Hyundai         | en 25 h 4 min 50 s                         |
| 2e                                         | Ramón Carretero                            | Panama                                     | Rali - Claro - Samsung Galaxy "1"          | + 4 min 3 s                                |
| 3e                                         | Jhon Brassfield                            | Panama                                     | Willier - Panama Cycling - Hyundai         | + 7 min 40 s                               |
| modifier                                   |                                            |                                            |                                            |                                            |

## Évolution des classements
| Étapes             | Vainqueur          | Classement général | Classement des moins de 23 ans | Classement de la montagne | Classement par points | Classement des étapes volantes | Classement du meilleur panaméen | Classement par équipes             |
| ------------------ | ------------------ | ------------------ | ------------------------------ | ------------------------- | --------------------- | ------------------------------ | ------------------------------- | ---------------------------------- |
| 1re étape          | EPM - Une          | Róbigzon Oyola     | Roberto González               | inconnu                   | inconnu               | inconnu                        | Ramón Carretero                 | EPM - Une                          |
| 2e étape           | Jaime Castañeda    | Jaime Castañeda    | Roberto González               | Mohamed Méndez            | Jaime Castañeda       | Javier Gómez                   | Fernando Ureña                  | EPM - Une                          |
| 3e étape           | Carlos Brenes      | Jaime Castañeda    | Roberto González               | Mohamed Méndez            | Jaime Castañeda       | Juan Pablo Forero              | Fernando Ureña                  | EPM - Une                          |
| 4e étape           | Yelko Gómez        | Róbigzon Oyola     | Steven Calderón                | Mohamed Méndez            | Róbigzon Oyola        | Juan Pablo Forero              | Yelko Gómez                     | Willier - Panama Cycling - Hyundai |
| 5e étape           | Óscar Sevilla      | Óscar Sevilla      | Steven Calderón                | Mohamed Méndez            | Jaime Castañeda       | Juan Pablo Forero              | Yelko Gómez                     | Willier - Panama Cycling - Hyundai |
| 6e étape           | Jaime Castañeda    | Róbigzon Oyola     | Argenis Vanegas                | Mohamed Méndez            | Jaime Castañeda       | Juan Pablo Forero              | Jorge Castelblanco              | Coldeportes - Claro                |
| 7e étape           | Stiber Ortiz       | Róbigzon Oyola     | Argenis Vanegas                | Mohamed Méndez            | Róbigzon Oyola        | Juan Pablo Forero              | Jorge Castelblanco              | Coldeportes - Claro                |
| 8e étape           | Juan Pablo Forero  | Róbigzon Oyola     | Argenis Vanegas                | Mohamed Méndez            | Róbigzon Oyola        | Juan Pablo Forero              | Jorge Castelblanco              | Coldeportes - Claro                |
| 9e étape           | Róbigzon Oyola     | Róbigzon Oyola     | Argenis Vanegas                | Mohamed Méndez            | Róbigzon Oyola        | Juan Pablo Forero              | Jorge Castelblanco              | Coldeportes - Claro                |
| 10e étape          | Juan Pablo Forero  | Róbigzon Oyola     | Argenis Vanegas                | Mohamed Méndez            | Jaime Castañeda       | Juan Pablo Forero              | Jorge Castelblanco              | Coldeportes - Claro                |
| Classements finals | Classements finals | Róbigzon Oyola     | Argenis Vanegas                | Mohamed Méndez            | Jaime Castañeda       | Juan Pablo Forero              | Jorge Castelblanco              | Coldeportes - Claro                |